# اندیس مس ملک گوری (۱)
مس ملک گوری(۱) یک اندیس فلزی است که در حوالی شهر کوه دوپشتی استان سیستان و بلوچستان قرار دارد و مادهٔ معدنی موجود در آن، مس است.  